# Donja Draguša
Donja Draguša (Serbian Cyrillic: Доња Драгуша) es un pueblo del municipio de Blace, Serbia. Según el censo de 2002, el pueblo tiene una población de 120 personas.